# 有信アクロス
有信アクロス株式会社（ゆうしんアクロス）は、大阪府吹田市に本社を置く小売業である。放課後等デイサービス「ウィズ・ユー」や24時間365日デイサービス「樹楽」、複合カフェ「コミックバスター」などを経営する。

## 会社組織
本社は大阪府吹田市。東京都新宿区に東京支店を置いている。

### 沿革
- 1995年6月22日 - 株式会社アクロス京阪奈を設立。
- 2004年8月 - 株式会社アクロスに商号を変更。
- 2007年1月30日 - 名古屋証券取引所セントレックス市場から株式上場の承認を受ける。
- 2007年2月22日 - 名古屋証券取引所セントレックス市場への株式上場を中止（現在も上場していない）[1]。
- 2017年10月 - 有信アクロス株式会社に商号を変更。

## 店舗・サービス

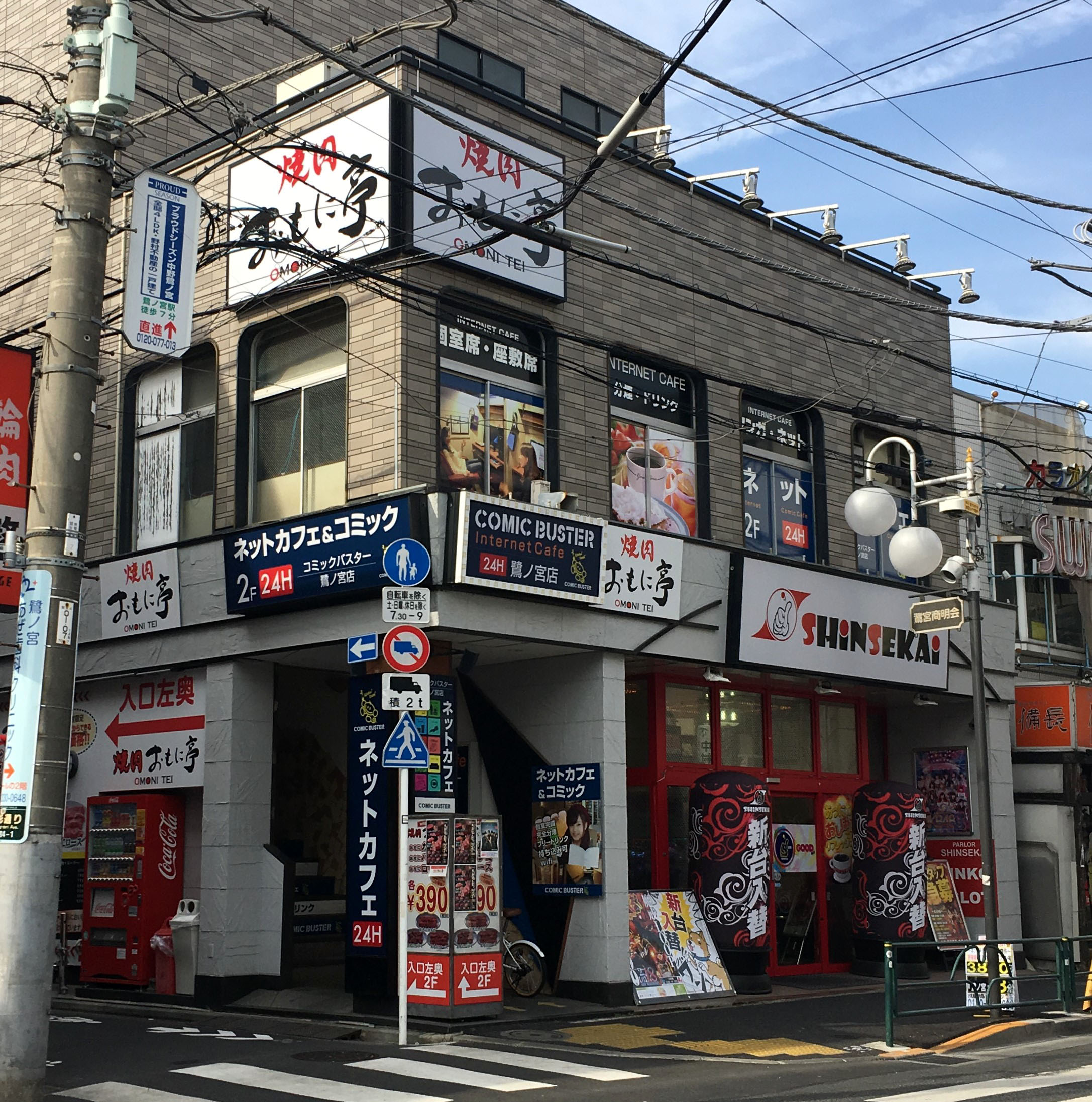
コミックバスター 鷺ノ宮店

### 店舗の設備・特徴
ほとんどがフランチャイズ店（FC）である。
- 複合カフェ「コミックバスター」「MINE TIME」 94店舗
  - 青森県・岩手県・山形県・福島県[注釈 1]・栃木県[注釈 2]・群馬県[注釈 3]・新潟県・石川県・富山県・福井県・山梨県・静岡県・滋賀県[注釈 4]・京都府[注釈 5]・和歌山県・鳥取県[注釈 6]・島根県[注釈 7]・徳島県[注釈 8]・香川県・高知県・福岡県・佐賀県[注釈 9]・長崎県・鹿児島県[注釈 10]を除く25都道府県に出店している。出店地域のうち宮城県・秋田県・千葉県・和歌山県・岡山県・愛媛県は1店舗のみの出店となっている。
- カラオケボックス「カラオケバスター」 1店舗
- ボウリング場「バスターボウル」 1店舗
- 会員制を採用している店舗が多い。入会金は店舗により異なる。

#### 主なサービス・設備・特徴
- 日本複合カフェ協会加盟、テレビゲーム機 PS2ゲーム・DVDソフト類・使用許諾を得て導入。
- 雑誌、漫画の閲覧
- インターネットアクセスができるパソコン
- オンラインゲーム
- ドリンクバー
- カラオケ （一部店舗のみ）
- ビリヤード （一部店舗のみ）
- 卓球 （一部店舗のみ）
- ダーツ （一部店舗のみ）
- 個室シャワー （一部店舗のみ）
- ボウリング事業「バスターボウル」 - 阪急茨木駅にて、40レーン
- スポーツバー事業「SPORTSBARSTER（スポーツバスター）」阪- 急茨木駅にて
- 介護事業（小規模デイサービス）樹楽 - 全国94施設展開

店舗によってサービス内容は異なる。

### 店舗の一覧
- 宮城県
  - 仙台国分町店
- 茨城県
  - 水戸大塚店
  - 水戸駅前店
  - 勝田駅前店
  - 土浦永国店
- 埼玉県
  - 浦和店
- 千葉県
  - NEO松戸店
- 東京都
  - 東武練馬店
  - 王子サンスクエアー店
  - 下赤塚店
  - 国分寺駅南口店
  - 大泉学園駅前店
  - ラクシュミ 保谷店
  - 時空 飯田橋店
  - 清瀬店
  - 青砥店
- 神奈川県
  - 湘南平塚店
  - 戸塚駅東口店
  - 関内駅前店
- 長野県
  - Commune 南松本店
- 愛知県
  - 大曽根駅前店
  - 一宮尾西店
  - 豊川店
- 三重県
  - 志摩店
- 大阪府
  - SECOND HOUSE
  - JR茨木東口店
  - 石橋駅前店
  - 上新庄店
  - 岸部店
  - 阪急富田駅前店
  - 日本橋店
  - 阪急茨木市駅前店
  - 阪急茨木店
  - COZY庄内駅前店
- 和歌山県
  - 優悦館 和歌山田辺店
- 兵庫県
  - MINE TIME板宿駅前店
- 奈良県
  - JR奈良駅前店
- 岡山県
  - ICOTNICOT 岡山駅前店
- 広島県
  - Ease福山西店
  - 広島府中店
  - REDCOM呉赤ビル店
  - Le’p＠che（リ・パーチェ）広島店
- 愛媛県
  - 松山小坂店
- 熊本県
  - カラオケ・バスター水俣店
- 沖縄県
  - 天久新都心店
  - 石垣店
  - 那覇若狭店
  - 宮古島店（イオンタウン宮古南）
  - よむよむ真玉橋店
  - 沖縄知花店
  - 北谷店
  - OrangePal古波蔵店